# 短い20世紀
短い20世紀（みじかいにじっせいき、The Short Twentieth Century）は、イギリスの歴史学者エリック・ホブズボームが著作『極端な時代 (The Age of Extremes) 』（1994年）で提唱した時代概念である。ホブズボームは第一次世界大戦の始まり（1914年）からソビエト連邦の解体（1991年）を「短い20世紀」と規定している。
短い20世紀と対比されるのが「長い19世紀」である。

## 時代区分
短い20世紀は、以下の3つの時代に分けることができる。

### 破局の時代（1914年 - 1945年）
1914年のサラエボ事件をきっかけとしてヨーロッパを主戦場とした第一次世界大戦が勃発した。大戦は1000万人以上の犠牲者を出し1918年には終戦を迎えたが、その後も火種は残り続け、1939年にはドイツ軍のポーランド侵攻をきっかけとして枢軸国側と連合国側による第二次世界大戦の開戦に至った。戦場は全世界的規模へと拡大しておよそ2500万人の犠牲者を出し、更に1945年には枢軸国側で最後まで残っていた日本に対して人類史上初の原子爆弾が投下され、ようやく終戦を迎えた。

### 黄金の時代（1945年 - 1973年）
先の大戦で超大国となったアメリカ合衆国を盟主とする資本主義・自由主義陣営とソビエト連邦（ソ連）を盟主とする共産主義・社会主義陣営によって世界は二分され、東西冷戦時代へと突入した。この対立構造によって経済発展競争や科学技術競争、宇宙開発競争などが起き、1969年7月20日にはアメリカのアポロ11号によって人類初の月面着陸が達成された。様々な変化をもたらしたこの黄金時代は、1973年のオイルショックによって終焉を迎えた。

### 危機の時代（1973年 - 1991年）
1973年には先進諸国で変動相場制が導入されたが、数ヵ月後には第4次中東戦争の勃発をきっかけとして原油価格の高騰などからオイルショックに陥り、これまでエネルギー源を中東の石油に依存してきた先進諸国の経済に打撃を与えた。それまで好調だった世界経済は地すべり的に停滞へと向かい、経済を含めた社会情勢などが不確実さを増したことから、当時代区分は「地すべりの時代」「不確実と危機の新しい時代」とも呼ばれる。
1989年には東欧革命が起き、アメリカ・ソ連両国の首脳により半世紀近く続いた冷戦の終焉宣言も出された。またこの年に起きたベルリンの壁崩壊により、翌年には東西ドイツが再統一された。共産主義・社会主義陣営の敗北によって、最終的には1991年のソビエト連邦の崩壊へと結実している。「短い20世紀」の概念では、この出来事を以ってサイクルの終了と考えられている。